# Malchower SV 90
Malchower SV 90 is een Duitse voetbalclub uit Malchow, Mecklenburg-Voor-Pommeren.

## Geschiedenis
De club ontstond in 1950 als BSG Fortschritt Malchow na een fusie tussen BSG Tufama en SG Malchow. De club speelde geen belangrijke rol in het DDR-tijdperken slaagde er nooit in te promoveren naar de DDR-Liga, de tweede klasse.
Na de Duitse hereniging werd de naam Malchower SV 90 aangenomen. De club speelde voornamelijk in de Verbandsliga en promoveerde in 2009 naar de Oberliga. In het seizoen 2023/24 werd het kampioenschap van de Oberliga-Süd behaald maar de de club zag af van promotie naar de Regionalliga Nordost.

## Seizoensoverzicht
| - 1991-92 (V) Verbandsliga M-V 9de - 1992-93 (V) Verbandsliga M-V 5de - 1993-94 (V) Verbandsliga M-V 7de - 1994-95 (V) Verbandsliga M-V 15de - 1995-96 (VI) Landesliga M-V West 1ste - 1996-97 (V) Verbandsliga M-V 3de - 1997-98 (V) Verbandsliga M-V 3de - 1998-99 (V) Verbandsliga M-V 5de - 1999-00 (V) Verbandsliga M-V 9de - 2000-01 (V) Verbandsliga M-V 8ste | - 2001-02 (V) Verbandsliga M-V 6de - 2002-03 (V) Verbandsliga M-V 12de - 2003-04 (V) Verbandsliga M-V 11de - 2004-05 (V) Verbandsliga M-V 6de - 2005-06 (V) Verbandsliga M-V 2de - 2006-07 (V) Verbandsliga M-V 2de - 2007-08 (V) Verbandsliga M-V 3de - 2008-09 (V) Verbandsliga M-V 2de - 2009-10 (V) Oberliga Nordost-Nord |